# Centro Regional de Abastecimiento
El Centro Regional de Abastecimiento, más conocido como CREA Talca, o simplemente CREA, es un mercado chileno ubicado en la comuna de Talca, Región del Maule. Fue inaugurado el 9 de septiembre de 1985 y se encuentra ubicado en la avenida Salvador Allende.
Consta de 6500 m² y se caracteriza por su venta al minorista de todo tipo de productos, destacando principalmente el de frutas y verduras. Frente al recinto del CREA se encuentra el «Persa del CREA», ambos administrados por la Municipalidad de Talca y que, en total, alcanzan los 598 locales, siendo el segundo mercado más importante de la ciudad.

## Historia
El CREA surgió, como una de las diversas ferias libres que se ubicaban a lo largo de Talca. A finales de la década de 1960, un grupo de comerciantes provenientes del Mercado Municipal comenzó a ubicarse en la calle 11 oriente, frente a la empresa Productos Fernández. En la década de 1970, y con la organización del primer sindicato, la denominada Vega Municipal comenzó a ser administrada por el municipio.
Esto sería hasta el 9 de septiembre de 1985, cuando se inaugura oficialmente el CREA, provocando que los comerciantes se instalaran en dicho lugar, abandonando las calles.